# Haji Homaran
Haji Homaran (kurdiska حاجی ئۆمەران,Hacî Omeran, arabiska حاج عمران ) är en stad i Irakiska Kurdistan i provinsen Arbil, cirka 180 kilometer nordost om staden Arbil och 20 kilometer öster om Choman.